# Landesregierung Klaus I
Die Landesregierung Klaus I bildet die  Salzburger Landesregierung in der 2. Gesetzgebungsperiode unter Landeshauptmann Josef Klaus von der Wahl der Landesregierung am 1. Dezember 1949 bis zur Wahl der Nachfolgeregierung Klaus II am 11. Dezember 1954.
Nach der Landtagswahl 1949 entfielen zwei der fünf Regierungssitze auf die Österreichische Volkspartei (ÖVP), die damit einen Regierungssitz gegenüber der Wahl 1945 verlor. Die ÖVP stellte dabei neben dem Landeshauptmann auch den Zweiten Landeshauptmann-Stellvertreter. Die Sozialistische Partei Österreichs (SPÖ) konnte ihre bisherigen Regierungssitze halten und stellte erneut den Ersten Landeshauptmann-Stellvertreter sowie einen Landesrat. Neu in der Landesregierung war die erstmals zu einer Wahl angetretene Wahlpartei der Unabhängigen (WdU), die mit einem Landesrat in die Landesregierung einzog. Nach der Wahl der Landesregierung blieb die Regierungsmannschaft bis zum Ende der Amtszeit unverändert.

## Regierungsmitglieder
| Amt                               | Name                   | Partei | Ressorts |
| --------------------------------- | ---------------------- | ------ | -------- |
| Landeshauptmann                   | Josef Klaus            | ÖVP    |          |
| 1. Landeshauptmann-Stellvertreter | Franz Peyerl           | SPÖ    |          |
| 2. Landeshauptmann-Stellvertreter | Bartholomäus Hasenauer | ÖVP    |          |
| Landesrat                         | Josef Weisskind        | SPÖ    |          |
| Landesrat                         | Florian Groll          | WdU    |          |